# Hans Didrik Mörner
Hans Didrik Mörner, född 1688 i Örebro, död 23 december 1751 i Stockholm, var en svensk friherre och militär.
Hans Didrik Mörner var son till överstelöjtnant Hans Mörner af Morlanda och Anna Maria Wrangel af Adinal samt far till Hampus Stellan och Carl Claes Mörner. Han blev student vid Uppsala universitet 1698, volontär vid Österbottens infanteriregemente 1702, fänrik där samma år och erhöll avsked 1703. Mörner deltog i belägringen av Thorn, stormningen av Lemberg, blev kvartermästare vid Livregementet till häst 1704 och kornett där samma år. Han befordrades till löjtnant 1708, deltog i slaget vid Fraustadt, slaget vid Holowczyn och slaget vid Poltava, där han tillfångatogs. Mörner fördes till Vologda, varifrån han inte kom hem förrän efter fredsslutet. Efter sin hemkomst blev han ryttmästare 1722, erhöll majors karaktär 1723, ryttmästares indelning 1742 och blev 1743 generaladjutant. Mörner blev överstelöjtnant vid livdrabantkåren 1747 och var 1749–1750 överste och regementschef för Adelsfanan. Han blev 1748 riddare av Svärdsorden.